# Девнинское
Девни́нское (укр. Дівнинське) — село,
Девнинский сельский совет,
Приазовский район,
Запорожская область,
Украина.
Код КОАТУУ — 2324583401. Население по переписи 2001 года составляло 668 человек.
Является административным центром Девнинского сельского совета, в который не входят другие населённые пункты.

## Географическое положение
Село Девнинское находится на берегах реки Акчокрак,
выше по течению на расстоянии в 3,5 км расположено село Добровка,
ниже по течению на расстоянии в 1,5 км расположено село Георгиевка.

## История
- 1861 год — дата основания как село Каракурт албанцами и арнаутами на месте ногайского поселения Таз.
- 1897 год — в селе проживало 904 человека.

В советское время на территории села размещалась усадьба колхоза им. Свердлова, основным направлением которого было производство зерна, мяса и молока.

## Объекты социальной сферы
- Школа. Учеников из расположенной неподалёку Георгиевки привозит в школу школьный микроавтобус.[3]
- Детский сад «Звёздочка». Первоначально состоял из единственной игровой комнаты и принимал детей только на 3 часа. В 2009 году было отремонтировано и открыто в здании старой школы дошкольное учреждение на 25 детей со спальными местами, кухней и прачечной.[4]
- Дом культуры.
- Фельдшерско-акушерский пункт.

## Достопримечательности
- Памятный знак памяти жертв Голода 1932—1933 годов.[5]
- Памятник погибшим односельчанам в Великой Отечественной войне